# Aftershock (Silverwood Theme Park)
Aftershock is een stalen achtbaan in Silverwood Theme Park. Het is een Giant Inverted Boomerang, gebouwd door Vekoma.
De baan is afkomstig uit Six Flags Great America. Daar werd hij in 2001 gebouwd. In 2007 echter werd hij afgebroken en verkocht aan Silverwood Theme Park, waar hij in 2008 opende onder de naam Aftershock.

## De rit
De trein hangt onder de rails en verlaat achterwaarts het station, om tot een hoogte van 59 meter getild te worden. Hierna wordt de trein losgelaten en raast hij met een snelheid van ongeveer 106 km/h door het station heen. Hierna volgt een cobra roll en daarna een looping. Hierna gaat de trein weer recht omhoog om vervolgens weer te worden losgelaten. De trein gaat dan achterwaarts terug door de looping en de cobra roll, om vervolgens in het station terug tot stilstand te komen.